# 布施貴美子
布施 貴美子（ふせ きみこ、1987年6月8日 - ）は、日本のモデル、タレント。所属事務所はムーヴリノイエ。埼玉県出身。

## 経歴
- 2010年3月 学習院大学文学部心理学科を卒業。

## 人物
- 趣味は、バレーボール、卓球、読書、料理。
- 犬を4匹飼っている。

## 出演

### TV
- パチリングTV　（テレビ埼玉、2009年3月22日）

### ラジオ
- 76Records　（2012年10月 - 、InterFM、毎週土曜22:00-23:00）
- 浦和ンクールじゃ困ります　（2009年6月24日 - 、REDS WAVE、毎週金曜20:00- 他） - 歌手のステファニーと進行する、ガールズトーク番組
- きみぴよタウン　（2009年10月4日 - 2010年6月、REDS WAVE） - 本人のブログと同名の冠番組
- YOU・I・GO-ON　（2009年12月17日 - 、REDS WAVE、毎週土曜13:00- 他）

### インターネット
- タケミネット　（あっ!とおどろく放送局、毎週土曜24:00- ）

### その他
- 楽天WOMANファッションサイト
- mina読者モデル
- 東大ファッションショー
- DHC beauty campus
- バスグラフィックイメージキャラクター